# Пейчо Пейчев
 Тази статия е за генерала.  За ятака вижте Пейчо Пейчев (ятак).  
Пейчо Иванов Пейчев е генерал-майор от БНА, командир на пета танкова дивизия – Казанлък, началник на управление „БВ и АТТ“ (Бронетанкови войски и автотракторна техника) в МНО, заместник-началник на Военна академия „Г. С. Раковски“, председател на ИК на ГОНС Михайловград през периода февруари 1964 – февруари 1966 г.

## Биография
Роден е на 5 февруари 1913 г. в гр. Фердинанд в семейството на обущарски работник. Родителите му са членове на БКП, подпомагат борбите на комунистическата партия през септември 1923 г. и по време на партизанското движение 1941 – 1944 г. Учи в родния си град и във Втора мъжка гимназия – София (1929 – 1931 г.), организира марксистко-ленински кръжок и ученически стачки. От 1932 г. е студент по философия, по-късно педагогика, в Софийския държавен университет, член е на Централното университетско настоятелство на БОНС и на БКП. През 1934 г. след провал в студентските организации на БОНС е арестуван и осъден на 6 месеца условно и въдворяване по местожителство. През годините на интерниране в родния си град се включва в работата на комитетите на Работническата партия и Работническия младежки съюз, където е избран за техен член. След 1935 г., участва във Фердинанд в изграждането на комитети на Народния фронт заедно със социалдемократи, земеделци демократи и др. Избран е за секретар на околийския комитет на БКП в града. През 1936 г. организира група доброволци за Испания, но след провал е осъден задочно на 3 години лишаване от свобода, продължава дейността си в нелегалност като инструктор на Окръжния комитет на БКП в София и на ЦК на БКП. През 1938 г., след рождението на престолонаследника княз Борис (1937 г.) и извършеното в страната общо помилване, възобновява студентството си, оженва се за Елка Хаджиева, а през следващата година е призован на военна служба в ШЗО. Продължава активната си комунистическа дейност, оказва съдействие със съпругата си за намиране на квартири и устройване на срещи и събрания на членове на ЦК на БКП. Арестуван е през 1942 г. след провал в ЦК на БКП и е интерниран в с. Еникьой, Ксантийско (Гърция), където прекарва 9 – 10 месеца. През пролетта на 1944 г., поради бомбардировките в София, семейството му е евакуирано в с. Караш, Врачанско, където остава до 5 – 6 септември 1944 г. Участва в дейността по завземане и укрепване на властта на ОФ на 9 септември 1944 г. в София, организира младежи за фронта и др. На 17 септември е назначен за помощник-командир на Бронираната бригада и участва в първата фаза на войната против хитлеристка Германия, след което е помощник-командир на бронетанковите войски в МНО. От 1945 до 1949 г. е курсант във военната академия на бронетанковите войски „Сталин“ в СССР, след завършването ѝ (1949 г.) е назначен за командир на пета танкова дивизия в Казанлък. Следва назначение на длъжността началник на управление „Бронетанкови войски и автотракторна техника“ при МНО (юни 1950 г.) и заместник-началник по инженерно-техническата подготовка във Военна академия „Г. С. Раковски“ (1959 г.). Според справка от 1953 г. на Държавна сигурност е подписал капитулантска декларация пред полицията преди 1944 г. На 19 юни 1961 г. е уволнен от действителна военна служба с военно звание генерал-майор. Председател на ИК на ГОНС Михайловград през периода февруари 1964 – февруари 1966 г. Умира на 26 март 1996 г. в София. Награждаван е с орден „За храброст“, IV ст., 2 кл., „Св. Александър“, III ст., м.о. и съветския орден „Червено знаме“.

## Политическа дейност
На 5 февруари 1964 г. на редовна сесия на ГОНС Михайловград Пейчо Пейчев е избран за член и за председател на ИК на ГОНС.
По време на двегодишното му управление е одобрен от Държавния комитет по строителство и архитектура новият общ градоустройствен план на града, предвиждащ създаване на промишлена зона, строителство на жилищни блокове, изграждане на лесопарк до язовира и др. (1965 г.) Започва строителството на керамичен завод за производство на тухли и на хотел „Огоста“ на 9 етажа със 120 легла по проект на архитект Тодор Велев (1964 г.) Направена е първата копка на язовир „Михайловград“, (яз. „Огоста“) с обем 505 млн. куб. м. Предадена е в експлоатация новата сграда на окръжна болница и новият хотел „Огоста“ (1965 г.), строителите на хотела са наградени за качествена и в срок извършена работа. В ИК се обсъждат проблемите и трудностите по изселването на хората от с. Живовци и застрояването на новия „Живовски“ квартал на града.
В строителната дейност се работи не само в центъра на града, където са завършени сградите: Дом на партията, Дом на съветите, Профсъюзен дом, ГУМ, но и в останалата част на града. Поставят се над 3000 м. водопроводи главно към Месокомбината и акумулаторното предприятие, бордюри, асфалтови и паважни настилки, базалтови плочи и др. Пуснати в експлоатация са градската баня, детска градина, ж.к. „Септемврийци“, сграда на промкомбинат „Облекло и обувки“, жилищни блокове и др. Строят се Керамичен завод, разширение на завод „Електроакустика“, Млекоцентрала, Автогара, Битов комбинат, Второ основно училище, нова детска градина и др. Съществува недостиг на строителни работници, както и на строителни машини. Проблеми има със сроковете на завършване на обектите и качеството на строително-монтажните работи. ГОНС успява да организира и изпрати стотици строителни работници в помощ на Окръжната строителната организация.
В промишлеността се отчита преизпълнение на плана, извършена е реконструкция и са въведени нови машини. Завършен е генералния план на Индустриалната зона. Проблеми има с трудовата и технологичната дисциплина, качеството на произведената продукция, както и с организацията и заплащането на труда.
В търговията е налице по-редовно и по-добро снабдяване с плодове и зеленчуци, продадени са повече стоки, открити са нови просторни и хигиенични магазини – ГУМ, Дружба, Домашни потреби, сладкарница при кино „Георги Димитров". Има недостиг от платове, конфекция, детски обувки, цигари, печки, мебели, телевизори и разхладителни напитки. Системно в магазините липсват захарни изделия, шоколади, водопроводни части, ел. материали, строително желязо, гвоздей, фаянсови плочки, дървен строителен материал.
През този период в самолетната работилница край града започва производството на български безмоторен самолет „Бисер“ с полезен товар 100 кг и максимална скорост 200 км в час (1965 г.) и на първия български магнетофон „Мелодия“ в слаботоковия завод „Електроакустика.“ (1964 г.).
Създадени са: предприятие „Мототехника и автосервиз“ (1964 г.); промкомбинат „Обувки и кожи“ (Обувна фабрика „Иван Димитров“); ТПК „Христо Михайлов“ и Окръжна стоматологична поликлиника. (1965 г.)
Открити са: средно професионално-техническо училище „Асен Златаров“ към завод „Електроакустика“, ЦДГ № 7 (1964 г.) и басейн с олимпийски размери в парк „Огоста“ (1965 г.).
На 27 февруари 1966 г. са проведени редовни избори за ГОНС, с което завършва мандата на Пейчо Пейчев.